# 君と奏でるポコアポコ ―船橋市消防音楽隊と始まりの日―
『君と奏でるポコアポコ ―船橋市消防音楽隊と始まりの日―』（きみとかなでるポコアポコ ふなばしししょうぼうおんがくたいのはじまりのひ）は、水生欅（みずき・けやき）による日本の青春小説。

## 概要
水生欅によるデビュー作である。清涼感のある瑞々しい文体を特徴としている。
発売時には、小説の舞台である千葉県船橋市の書店で、作品をプッシュするためのポップが平積みの書籍とともに店頭を飾った。

## 受賞歴
- 2020年4月、新潮文庫×LINEノベル「青春小説大賞」受賞 ※受賞時は「ハローファイヤーマン 船附市消防音楽隊奮闘記」　これを改題、大幅改稿した作品が本作である[2]。

## あらすじ
船橋市消防音楽隊は財政難と定員割れから廃部の危機にあった。音楽隊隊長の森田は音楽隊存続のため、苦肉の策として楽器経験のある市民を募り、市民隊員を募集する。
栗原優芽はフルートに打ち込んでいるが、中学時代の苦い経験から、高校に進学しても部活として吹奏楽部に参加することに躊躇っていた。ただし演奏する場だけは確保したいと思っていた優芽は、消防隊員である兄・陽一の提案を受け入れ、幼馴染の智子を誘い、市民隊員として消防音楽隊への参加を承諾する。初練習のその日、ユルいと聞いていた楽団は思っていたよりクセ者ぞろいで、市民隊員を歓迎している雰囲気もなかった。先行きを不安視する優芽であったが、フルート奏者、近藤奈々子と、指導員の中野翔が現れると、その雰囲気はさらに険悪なものとなる。
中野の指導力と奈々子の演奏力。市民隊員はすぐに心を奪われたが、面白くないのは消防隊員たち。そこで反発する消防士達の気持ちを収めるため、中野と奈々子、消防隊員の双方を良く知る隊員の杉田が、ある提案を皆に持ちかけた。「次の演奏会である市民夏祭りのパレードまでは中野先生の指導に従う。しかしその出演を経ても、中野先生が信頼できなければ、去ってもらう」と・・・
さまざまな思惑が入り混じりながら、消防音楽隊は市民夏祭りのパレードに向けて走り出す!!

## 登場人物
栗原優芽
市民隊員。担当楽器:フルート。和田大学付属高校に通う1年生。奈々子に憧れフルートを続ける。
笹木智子
市民隊員。担当楽器:オーボエ。都内の黎明女子高校に通う1年生。優芽の幼馴染。
村田千尋
市民隊員。担当楽器:アルトサックス。船橋南高校に通う1年生。ハンドボール部。
近藤奈々子
市民隊員。担当楽器:フルート。市立船橋中央高校を経て帝国芸術大学へ通う。 通称”市船フルートの女神”。
杉田悠
消防隊員。担当楽器:トランペット。市立船橋中央高校卒、高校時代は奈々子と同じ吹奏楽部。ハンサムで背が高い。
早瀬泉
消防隊員。担当楽器:クラリネット。楽器は消防隊員になってから始めた初心者。高校時代は陸上部。
中野翔
市民隊員。指導担当。市立船橋中央高校卒、帝国芸術大学を経て、海外のオーケストラで活動する音楽家。
森田康夫
音楽隊隊長。中央署の署長 署長としては有能だが、音楽隊の事となるとやや優柔不断となる。
本郷
船橋市市長。人口64万人を誇る船橋市の市長。市の財政課は消防隊の予算カットを目論んでいる。

## 書誌情報
- 水生欅『君と奏でるポコアポコ ―船橋市消防音楽隊と始まりの日―』新潮社〈新潮文庫nex〉、2020年10月28日。ISBN 978-4-10-180206-0